# Бежанов, Геральд Суренович
Гера́льд Суре́нович Бежа́нов (род. 15 марта 1940, Тбилиси) — советский и российский киноактёр, кинорежиссёр, сценарист, продюсер и директор фильма. Заслуженный деятель искусств РСФСР (1992).

## Биография
Выпускник юридического факультета Тбилисского государственного Университета (1967), режиссёрского факультета ВГИКа (1973, мастерская Льва Кулешова и Александры Хохловой). Был помощником режиссёра в фильме «Нино» (1959), участвовал в создании кинофильма «Цвет граната» («Саят-Нова» — 1970) и научно-популярного фильма «Акоп Овнатанян» (1967). Автор и соавтор сценариев к своим фильмам.

## Фильмография

### Актёр
- 1985 — Самая обаятельная и привлекательная — мужчина, спрашивавший на улице у Нади и Сусанны, который час (в титрах не указан)

### Режиссёр
- 1975 — Ау-у! (новелла «Песня, или Как великий Луарсаб хор организовывал»)
- 1978 — Срочный вызов
- 1983 — Витя Глушаков — друг апачей
- 1985 — Самая обаятельная и привлекательная
- 1987 — Где находится нофелет?
- 2002 — Вход через окно
- 2007 — Крик в ночи
- 2007 — Пирожки с картошкой
- 2008 — Адель

### Сценарист
- 1975 — Ау-у!
- 1978 — Срочный вызов
- 1983 — Витя Глушаков — друг апачей (совместно с Анатолием Эйрамджаном)
- 1985 — Самая обаятельная и привлекательная (совместно с Анатолием Эйрамджаном)
- 2007 — Пирожки с картошкой

### Продюсер
- 1990 — Ловушка для одинокого мужчины
- 1991 — Брюнетка за 30 копеек
- 1991 — Дура
- 1993 — Не хочу жениться!
- 2000 — Чёрная комната (новелла «Affectus»)
- 2007 — Пирожки с картошкой
- 2008 — Адель

### Директор фильма
- 1991 — Курица
- 1991 — Брюнетка за 30 копеек
- 1991 — Дура

## Награды и звания
- Заслуженный деятель искусств РСФСР (8 января 1992 года) — за заслуги в области киноискусства[1].
- Орден Дружбы (6 декабря 2010 года) — за заслуги в развитии отечественной культуры и  искусства, многолетнюю плодотворную деятельность[2].